# Echalecu
Echalecu[cita requerida] (Etxaleku en euskera y de forma oficial) es una localidad española y un concejo de la Comunidad Foral de Navarra perteneciente al municipio de Imoz. 
Está situado en la Merindad de Pamplona, en la comarca de Ultzamaldea, en el valle de Imoz y a 29 km de la capital de la comunidad, Pamplona. Tiene una población de 114 habitantes (INE 2014), una superficie de 8,06 km² y una densidad de población de 14,14 hab/km².

## Geografía física

### Situación
La localidad de Echalecu está situada en la parte Norte del municipio de Imoz a una altitud de 590 m s. n. m. Su término concejil tiene una superficie de 8,06 km² y limita al norte con Ihaben, Garzaron y Erbiti; al este con Beunza; al sur con Eraso y al oeste con Udabe-Beramendi.
|                                          | Norte: Yaben, Garzarón y Erviti |                       |
| Oeste: Udave-Beramendi (Basaburúa Mayor) |                                 | Este: Oskotz y Beunza |
|                                          | Sur: Eraso                      |                       |

## Demografía

### Evolución de la población
| Gráfica de evolución demográfica de Echalecu entre 2000 y 2010 |
|                                                                |
| Datos según el nomenclátor publicados por el INE.              |